# Stephanopholis singalensis
Stephanopholis singalensis är en skalbaggsart som beskrevs av Brenske 1896. Stephanopholis singalensis ingår i släktet Stephanopholis och familjen Melolonthidae. Inga underarter finns listade i Catalogue of Life.